# 王子脳病院
王子脳病院（おうじのうびょういん）は、かつて東京の西ヶ原に所在した精神科病院。「王子精神病院」「小峰病院」「滝野川病院」とも。

## 歴史
- 1901年（明治34年）、旅館経営者の小峯善次郎が北豊島郡滝ノ川西ヶ原（現在の北区西ヶ原）に設立。当初は「王子精神病院」と称し、その後「王子脳病院」へ改称した[1]。
- 1908年（明治41年）、精神科医の小峯茂之が院長となる[1]。
- 1920年（大正9年）、精神病院法により「代用精神病院」に指定される[2]。
- 1923年（大正12年）、火災で病棟が半焼[1]。
- 1925年（大正14年）、「滝野川病院」と改称し、同敷地内に「小峰病院」と「小峰研究所」を併設する[1][2]。
- 1927年（昭和2年）、作家の宇野浩二が小峰病院に入院する。
- 1927年（昭和2年）から1942年（昭和17年）にかけて新たな病棟を増築する[3]。
- 1945年（昭和20年）、城北大空襲により全焼、廃院となる[2]。

## 治療
入院患者に対する治療として、投薬のほかマラリア発熱療法、インシュリンショック療法、電気痙攣療法（ECT）、カルジアゾール痙攣療法が行われた。